# Zaccaria Seriman

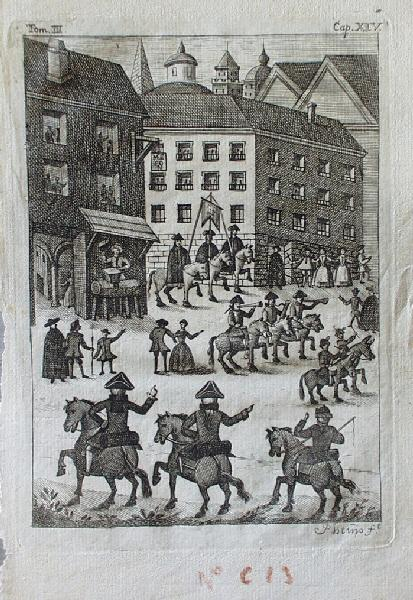
Llegada de Enrique y Tulipán a una Universidad, ilustración de José Patiño para los Viages de Enrique Wanton a las tierras incógnitas australes y al país de las monas de Zaccaria Seriman, Madrid, 1778.

Zaccaria Seriman (Venecia, 1708-1784) fue un escritor, poeta y libretista italiano de origen armenio.
Zaccaria Seriman descendía de una familia armenia, establecida en Venecia en 1694 a causa de la persecución contra los cristianos que por entonces se había desencadenado en Persia.
Su obra más notable, la novela Viaggi di Enrico Wanton alle terre incognite australi ed ai regni delle Scimmie e dei Cinocefali, publicada en 1749, está considerada como una de las novelas precursoras de la ciencia ficción italiana. Se trata de una obra colosal, de 2380 páginas en la edición definitiva de Berna de 1764, de carácter fantástico y satírico, donde se narra el viaje de Enrico Wanton a las tierras australes en compañía de su amigo Roberto, primero por las tierras de los Monos y luego por el país de los cinocéfalos. La metáfora del viaje sirve a Seriman para elaborar –por medio de la comparación elíptica con un mundo que es otro siempre respecto del nuestro–, una sátira de los usos y costumbres del tiempo en que vive.
Para Marchesi, que siempre lo llama Sceriman: «Sceriman quiso dar a Italia una gran novela satírico-filosófica, pero carecía de la mordaz fantasía de Swift y de la elocuencia de Montesquieu; fue débil en exceso; y al describir lo profundo del universo, le faltó el ala del genio».
Traducida por Joaquín Guzmán y Manrique con el título Viages de Enrique Wanton a las tierras incógnitas australes, y al país de las monas, la novela fue publicada en España en cuatro volúmenes de 1769 a 1778 (Alcalá de Henares y Madrid), con ilustraciones de José Patiño, y alcanzó un notable éxito, editándose nuevamente en 1781-1785 y 1800, con estampas en esta ocasión de Miguel Gamborino.
Seriman proporcionó además tres libretos para composiciones musicales:
- Caio Marzio Coriolano (ópera seria)
- La reggia di Calipso (serenata, con música de Ferdinando Bertoni)
- Telemaco (ópera seria; música de Tommaso Traetta)